# دهستان بازفت بالا
دهستان بازفت بالا یکی از دهستان‌های شهرستان کوهرنگ در استان چهارمحال و بختیاری ایران است.

## جمعیت
دهستان بازفت بالا در بخش بازفت قرار دارد و بر پایه سرشماری عمومی نفوس و مسکن سال ۱۳۹۰، جمعیت آن ۳٬۳۰۵ نفر (در ۶۵۵ خانوار) بوده‌است.